# سعد الخريجي
سعد عبد الله الخريجي (1955م، حائل) شاعر سعودي يكتب الشعر العامي والفصيح.، تميز في كتابة الشعر الغنائي وتغنى بقصائده عشرات الفنانين السعوديين والعرب، وصدر له عدد من الدواوين الشعرية من بينها ديوان (غلطة عمر)، وديوان (عشق بدوي).

## البدايات
بدأ في كتابة الشعر منذ وقت مبكر من العمر، إذ بدأ بنشر أول قصيدة عام 1392هـ. وكانت أول قصيدة تغنى له فكانت قصيدة (تمزج وتجرح) من ألحان وغناء حمدي سعد.

## التعليم والعمل
حصل على شهادة الثانوية العامة ولم يكمل دراسته الجامعية، وعمل لدى هيئة الإذاعة والتليفزيون مُعداً للبرامج من عام 1975م إلى أن تقاعد منها عام 2014م .

## العائلة
متزوج ولديه سبعة أبناء، أربعة أولاد وثلاث بنات.

## تجربته الشعرية
ومن هواياته كتابته للشعر، وقدّم خلال مشواره الفني الطويل الذي امتد لأكثر من خمسة وعشرين عاماً 400 عمل فني مع نجوم الغناء، وقد تميز بكتابته للأغنية بطريقته الخاصة والتي جعلت المطربين يتغنون بقصائده. واشتهر بكتابة الأعمال الوطنية والعاطفية والرياضية.

### الدواوين الشعرية
- غلطة عمر 1405هـ.[11]
- عاشق سراب 1414 هـ.[12]
- عشق بدوي 1423 هـ.[11]

## تعاونات فنية
تعاون الخريجي من كثير من المطربين في الخليج والعالم العربي، ومن أبرز أعماله الغنائية:
- (سرى زعلان) طلال مداح، ألحان سامي إحسان.[13]
- (بكيفك ما علي منك) طلال مداح، ألحان محمد شفيق.[14]
- (يا ناس أحبه وأحب أسمع سواليفه) علي عبد الستار.[12]
- (عشق الأطلال) علي عبد الستار.[15]
- (عشق بدوي) خالد عبد الرحمن.[16]
- (اعترف إن قلبك حب ثاني) خالد عبد الرحمن، ألحان صالح الشهري.[17][18]
- (يا سلامي عليكم يا السعودية) راشد الماجد.[19]
- (شمعة حياتي) راشد الماجد.
- (الصاحب اللي شد) راشد الماجد.
- (على مين تلعبها) راشد الماجد.
- (آخر الأخبار) رابح صقر، ألحان صالح الشهري.[20]
- (نسيتك) أحلام، ألحان أنور عبد الله.
- (مع السلامة) أحلام، ألحان أنور عبد الله.[21]
- (المهرة) راشد الفارس.[22]
- (سكر نبات) راشد الفارس، ألحان صالح الشهري.[23]
- (عاشق بنيه) راشد الفارس، ألحان صالح الشهري.[24]
- (المودماني) راشد الفارس، ألحان صالح الشهري.[25]
- (ظروفي ما تساعدني) سلامة العبد الله.
- (رشوا على قبري من دموع عينه) سلامة العبد الله.
- (مضينا بعزم يفل الحديد) ألحان وغناء سلامة العبد الله.
- (واجب) عباس إبراهيم.[26]
- (أوراق خضراء) محمد عمر.[27]
- (ليل وسهر) علي عبد الكريم.
- (ويلاه منك) سالم الحويل.
- (استاذنك) طلال سلامة.
- (وين ماشي يا حلو) عبد المجيد عبد الله، ألحان صالح الشهري.
- (من أول أفرح) عبد المجيد عبد الله، ألحان أنور عبد الله.
- (ظل الهدب) عبد المجيد عبد الله، ألحان محمد شفيق.
- (حسبي على العذال) عبد المجيد عبد الله، ألحان صالح الشهري.
- (النفس طابت) عبد الله الصريخ.
- (قلت أحبك) عبد الله الصريخ.
- (العشق يذبح) نبيل شعيل، ألحان صالح الشهري.[28]
- (جيت المنازل) نبيل شعيل.[29]
- (لي صاحب ما يسأل علينا) محمد البلوشي.
- (يا سحاب على العارض نشا) سميرة العسلي.
- (شوية حب) جابر الكاسر، ألحان طلال.[30]
- (لي صاحب) محمد البلوشي، ألحان صالح الشهري.
- (وحده بوحده) عبد الهادي حسين.
- (سرينا) حبيب الدويلة.
- (وينك اليوم) حبيب الدويلة.
- (يا بنت الأجواد) حبيب الدويلة.
- (إلا الزعل) حبيب الدويلة.
- (فال خير) حبيب الدويلة.[31]
- (بنت بدوية) فتى رحيمة.[32]
- ( لا من ذكرتك) ميحد حمد.
- (جازيتني) حسين العلي.
- (واعدوني) مزعل فرحان.
- (حي الله الزعلان) عبد العزيز المنصور.
- (يا صويحبي وينك) عبد العزيز المنصور.
- (الله أكبر على نجد) عباس إبراهيم، ألحان صالح الشهري.
- (السالفة) تركي بندر.
- (مذكور بالخير) بشار السرحان.
- (النفس طابت) أروى.
- (أبشرك) هند.
- (المواجع) فاطمة.[33]

### أوبريتات
- (الجائزة الكبرى) في احتفالية الطائف عاصمةً للمصايف العربية عام 2014م، وقام بأدائه الفنانون: راشد الفارس وعلي عبد الكريم وصالح خيري، ولحنه خالد العليان.[34]
- (البيرق) أوبريت وطني عام 2017م. لحنه سامي الخليفة، وقام بأدائه: خالد عبد الرحمن، ومحمد عمر، وعادل خميس، وفتى رحيمة.[35]
- (الوطن قصة) أداء: محمد عبده.[33]

## تكريم
كرمته وزارة الثقافة والإعلام في الموسم الثاني من مهرجان (نغمات ثقافية) الذي أقيم في مركز الملك فهد الثقافي عام 2017م، وجاء تكريمه ضمن تكريم شخصيات خدمة الأغنية السعودية، وكرم مع الخريجي الموسيقار سراج عمر والفنان الدكتور عبد الرب إدريس.

## وصلات خارجية
برنامج رموز مع الضيف الشاعر سعد الخريجي